# Allotoca
Allotoca  es un género de peces de la familia Goodeidae, es endémico de México central.

## Especies
Incluye las siguientes especies:
- Allotoca catarinae (de Buen, 1942)
- Allotoca diazi (Meek, 1902)
- Allotoca dugesii (Bean, 1887)
- Allotoca goslinei Smith y Miller, 1987
- Allotoca maculata Smith y Miller, 1980
- Allotoca meeki (Álvarez, 1959)
- Allotoca regalis (Álvarez, 1959)
- Allotoca zacapuensis (Meyer, Radda y Domínguez, 2001)